# ZNHIT1
ZNHIT1 (англ. Zinc finger HIT-type containing 1) – білок, який кодується однойменним геном, розташованим у людей на 7-й хромосомі. Довжина поліпептидного ланцюга білка становить 154 амінокислот, а молекулярна маса — 17 536.
| 10         |  | 20         |  | 30         |  | 40         |  | 50         |
| ---------- |  | ---------- |  | ---------- |  | ---------- |  | ---------- |
| MVEKKTSVRS |  | QDPGQRRVLD |  | RAARQRRINR |  | QLEALENDNF |  | QDDPHAGLPQ |
| LGKRLPQFDD |  | DADTGKKKKK |  | TRGDHFKLRF |  | RKNFQALLEE |  | QNLSVAEGPN |
| YLTACAGPPS |  | RPQRPFCAVC |  | GFPSPYTCVS |  | CGARYCTVRC |  | LGTHQETRCL |
| KWTV       |  |            |  |            |  |            |  |            |

A: Аланін

C: Цистеїн

D: Аспарагінова кислота

E: Глутамінова кислота

F: Фенілаланін

G: Гліцин

H: Гістидин

I: Ізолейцин

K: Лізин

L: Лейцин

M: Метіонін

N: Аспарагін

P: Пролін

Q: Глутамін

R: Аргінін

S: Серин

T: Треонін

V: Валін

W: Триптофан

Кодований геном білок за функцією належить до фосфопротеїнів. 
Білок має сайт для зв'язування з іонами металів, іоном цинку. 
Локалізований у ядрі.